# Eupithecia scione
Eupithecia scione là một loài bướm đêm trong họ Geometridae.